# شاهزاده و گدا (فیلم ۱۹۱۵)
«شاهزاده و گدا» (انگلیسی: The Prince and the Pauper (1915 film)) یک فیلم به کارگردانی ادوین اس پورتر است که در سال ۱۹۱۵ منتشر شد.